# Makov (Eslováquia)
Makov é um município da Eslováquia, situado no distrito de Čadca, na região de Žilina. Tem 46,05 km² de área e sua população em 2018 foi estimada em 1.711 habitantes.

## Demografia
| Ano:        | 1994 | 2004   | 2014   | 2024   |
| ----------- | ---- | ------ | ------ | ------ |
| Broj ljudi: | 1974 | 1905   | 1769   | 1662   |
| Razlika:    |      | -3,49% | -7,13% | -6,04% |

| Ano:               | 2023 | 2024   |
| ------------------ | ---- | ------ |
| Número de pessoas: | 1678 | 1662   |
| Diferença:         |      | -0,95% |